# Hyphodontia radula
Hyphodontia radula är en svampart som först beskrevs av Christiaan Hendrik Persoon, och fick sitt nu gällande namn av Langer & Vesterh. 1996. Hyphodontia radula ingår i släktet Hyphodontia och familjen Schizoporaceae.   Inga underarter finns listade i Catalogue of Life.
I den svenska databasen Dyntaxa används istället namnet Schizopora radula för samma taxon.  Arten är reproducerande i Sverige.